# عطية الدراجي
عطية الدراجي منتج أفلام عراقي من مواليد بغداد.

## الحياة المهنية
تخرجه من كلية الفنون الجميلة 1992 وبعد سقوط النظام البائد أسس شركة عراق الرافدين للإنتاج السينمائي عام 2004 التي أخذة على عاتقها إنتاج الأفلام التي تحاكي معاناة المواطن العراقي وكان أول فيلم من إخراجه مع أخيه محمد الدراجي الفيلم الطويل 86 دقيقة (في أحضان أمي) 2011 الذي يتناول قضية الأيتام في العراق الفيلم شاركه في أكثر من 50 مهرجانا عالميا ونال على أكثر 10 جائز عالمية ومنها أحسن فيلم في العالم من مهرجان كوريا العالمي وأحسن فيلم من جوائز الاوسكار الأسترالية الآسيا والمحيط الهادي واشتركت في الأسبوع الثقافي العراقي الصربي في بلغراد ومطلوب الفيلم في الكثير من المهرجانات العالمية. وحصل جائزة أفضل منتج سينمائي شاب في الشرق الأوسط من مجلة فرايتي الامركية وعلى شهادة تقديرية من منظمة حقوق الإنسان البحرينية وشهادة تقديرية من جامعة لوس انجلس الأمريكية للفنون السينمائية وهو عضو في اكاديمية للفنون الأسترالية.
وهو منتج كل الأفلام التالية:
1. أحلام 24 جائزة عالمية (2005)
2. ابن بابل 35 جائزة عالمية (2010)
3. عراق حب حرب رب جنون 6 جائزة عالمية (2009)
4. ثلاثة أصوات تحت رمال بابل (مرحلة المونتاج) (2013)
5. إني اسمي محمد (روائي قصير) إخراج طلاب ورشة عمل 2009 نال 7 جوائز عالمية
6. فيلم عيد ميلاد (روائي قصير) شارك في مهرجان برلين الدولي ٢٠١٣ إخراج مهند حيال
7. فيلم أحمره شفاه (روائي قصير) إخراج لؤي فاضل
8. ضريه جزاء (روائي قصير) أحمد ياسين
9. طيور نسمه (روائي قصير) نجوان علي
10. الباص (روائي قصير) يحيى العلاق
11. بوشه (روائي قصير) محمد علي
وعوضا عن النقص بدور العرض السينما، أسس مهرجان السينما المتنقلة من عام 2009 والغاية هذه السنة لعرض الأفلام في الهواء الطلق في بغداد والمحافظات وخاصة في المناطق التي لم تصلها الماكينة السينمائية وتعرض في المهرجان الأفلام التي انتجة بعده سقوط النظام. وقام مجموعة من الورشة السينمائية خارج وداخل العراق لتدريب الطلاب العراقيين على مواكبة التطور السينمائي في الحاصل في العالم، والورشه الأولى في عمان (2009). كما قام بالورشة الثانية في بغداد (2013).